# Capella Sixtina

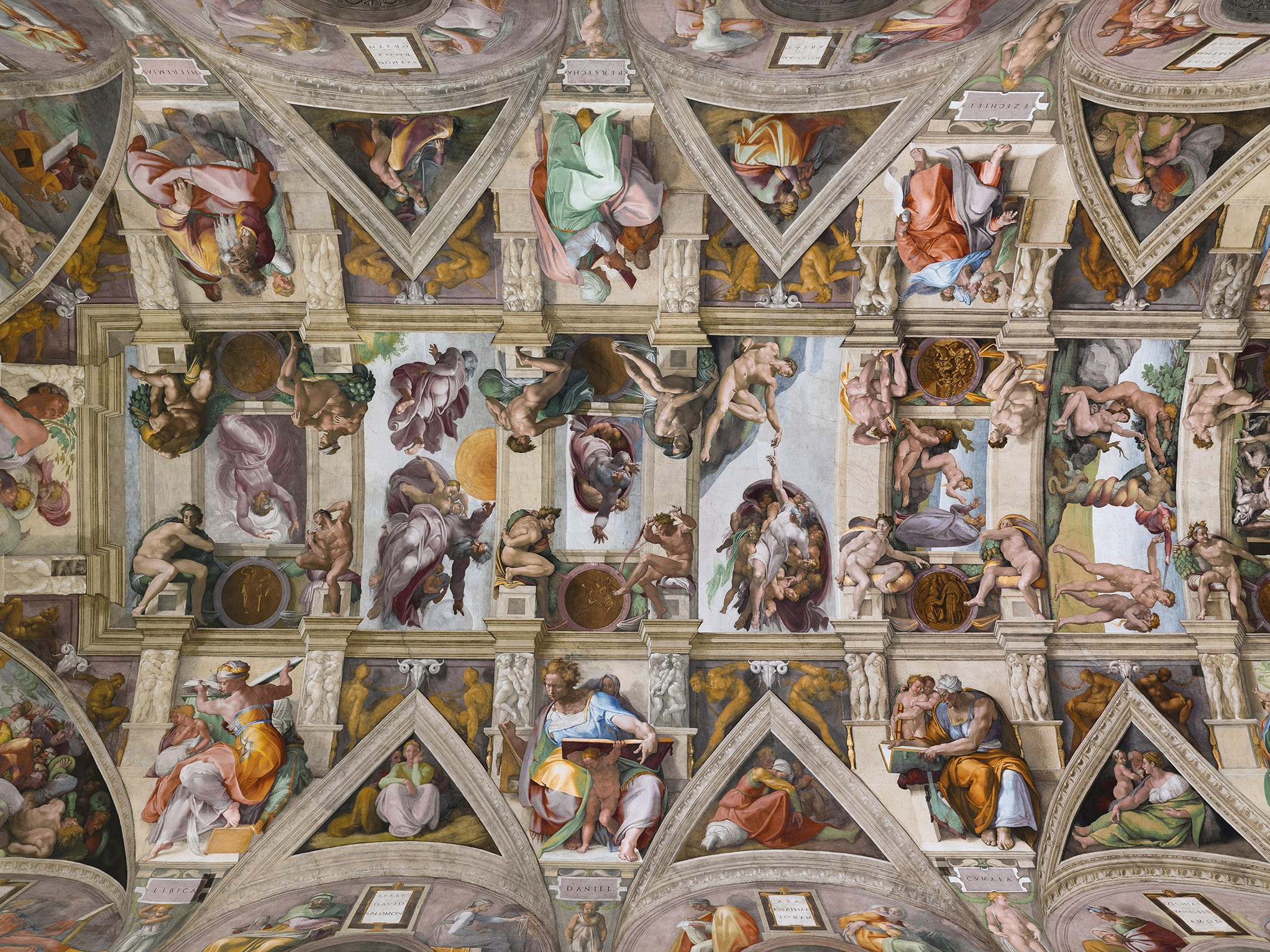
Volta de la Capella Sixtina

La Capella Sixtina és un dels tresors artístics més famosos de la Ciutat del Vaticà, construïda entre el 1471 i el 1484, en l'època del papa Sixt IV, d'on procedeix el nom pel qual és coneguda, encara que inicialment es va anomenar Capella Palatina.
L'arquitecte en va ser Giovannino de Dolci, tot i que va ser dissenyada per Baccio Pontelli. És coneguda a tot el món tant per ser la sala on se celebra el conclave i altres cerimònies oficials com les coronacions papals, com per haver estat decorada per Michelangelo Buonarroti. Es troba a la dreta de la Basílica de Sant Pere, després de la Scala Règia, i originalment servia de capella a l'interior de la fortalesa vaticana.
La capella té forma rectangular i fa 40,93 m de longitud per 13,41 d'amplària (les dimensions del Temple de Salomó, segons l'Antic Testament). L'altura és de 20,7 m.
La decoració pictòrica al fresc es va iniciar just en acabar-se'n la construcció i hi van participar Sandro Botticelli, Lucca Signorelli, Perugino, Pinturicchio i Ghirlandaio entre d'altres. Aquestes pintures van ser concloses el 1482; a l'agost de 1483, Sixt IV, a la primera missa celebrada a la capella, va consagrar el recinte a Maria.
Per ordre del papa Juli II, Miquel Àngel va decorar la volta (1.100 m²) entre 1508 i 1512. A Miquel Àngel no li va agradar aquest encàrrec perquè creia que el seu treball només era per satisfer la necessitat de grandesa del papa. Tanmateix, avui els frescos de la volta i especialment El judici Final, sobre l'altar major, són considerats com les millors pintures de Michelangelo. Al centre de la volta es representen nou escenes rectangulars sobre la Creació i la caiguda de l'home, flanquejades per profetes i sibil·les, els avantpassats de Jesús i elements arquitectònics i escultures fingides.
El 1514 o a començaments de 1515, Rafael Sanzio va rebre del papa Lleó X l'encàrrec de dissenyar un grup de tapissos monumentals per a decorar-ne les parets.

## Història

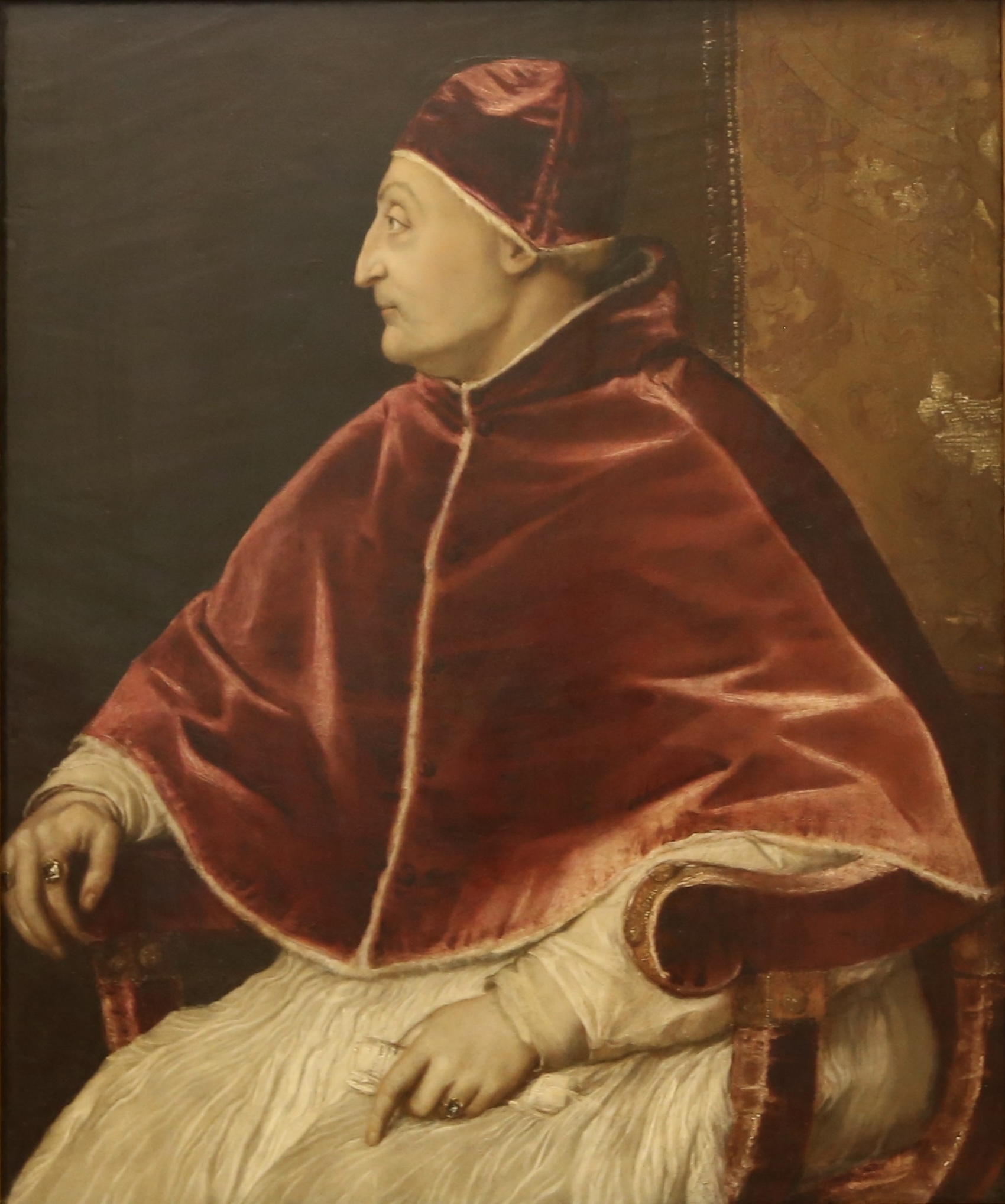
Papa Sixt IV

La Capella Sixtina és coneguda especialment per ser la seu dels conclaves que es fan per a l'elecció papal, tot i que -oficialment- és la capella de la Casa pontifícia. A l'època de Sixt IV, a la fi del segle xv, el cos de la casa pontifícia, estava format per unes 200 persones, i incloïa clergues, oficials de la Santa Seu i laics distingits. Hi havia cinquanta ocasions al llarg de l'any establertes pel calendari papal, que s'havia de reunir la Capella pontifícia al complet. D'aquestes cinquanta ocasions, trenta-cinc eren misses, de les quals vuit se celebraven en basíliques, en general a la Basílica de Sant Pere, i hi assistien nombrosos fidels. Aquestes misses incloïen la de Nadal i la de Pasqua, en què el papa era el celebrant. Les altres vint-i-set misses es volien celebrar en un espai més petit i íntim, per la qual cosa hom emprava la Capella Maggiore, abans d'ésser convertida en la Capella Sixtina. La Cappella Maggiore va rebre el nom de «Capella Magna» pel fet que existia una altra capella més petita també usada pel papa i el seu seguici en el culte diari. A l'època de Sixt IV, aquesta era la capella del papa Nicolau V, que havia estat decorada per Fra Angelico. Està documentat que la Cappella Maggiore existia el 1368 i que va ser decorada per Giottino i Giovanni da Milano. Segons un comunicat d'Andreas de Trebisonda a Sixt IV, en el moment de la demolició per fer el lloc de la capella actual, la Capella Maggiore estava en estat de ruïna, amb les parets inclinades.
La capella actual, situada al lloc de la Cappella Maggiore, va ser dissenyada per Baccio Pontelli per al papa Sixt IV, de qui pren el nom, i construïda sota la supervisió de l'arquitecte Giovanni de Dolci entre 1473 i 1481. Les proporcions de la capella actual semblen mantenir estretament les de l'original. Després d'ésser completada, va ser decorada amb frescs d'alguns dels artistes més famosos de l'Alt Renaixement, incloent-hi Botticelli, Ghirlandaio, Perugino i Miquel Àngel.
La primera missa s'hi va celebrar el dia de la Mare de Déu d'agost de 1483, la festa de l'Assumpció de Maria, i consagrada a la Verge Maria.
La Capella Sixtina ha mantingut les seves funcions fins al dia d'avui, i continua sent la seu dels esdeveniments importants del calendari papal, llevat que el papa estigui de viatge. Hi ha un cor permanent, la Capella musical pontifícia, schola cantorum o escolania de la Capella Sixtina, per a la qual s'han compost algunes peces originals, com el Miserere de Gregorio Allegri, la més famosa.

## Arquitectura

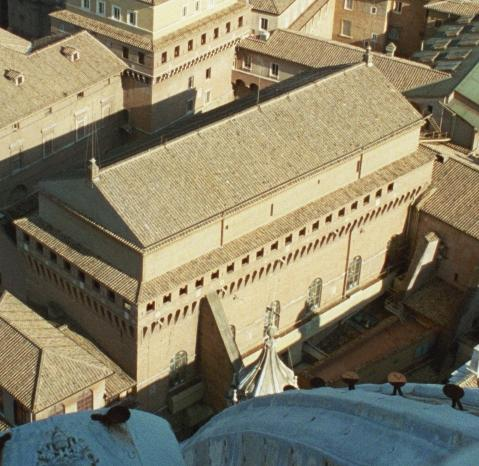
Exterior de la Capella Sixtina

### Exterior
La Capella és un edifici alt i rectangular de maó, i el seu exterior no té adorns arquitectònics ni escultòrics, com és comú a moltes esglésies medievals i renaixentistes d'Itàlia. No té façana exterior ni entrades exteriors; solament es pot accedir a través de l'interior del Palau Apostòlic, i l'exterior només és visible des de les finestres del voltant i des de patis interiors del palau. Els espais interns estan dividits en tres nivells, dels quals l'inferior és la més gran, amb un soterrani voltat amb diverses finestres utilitàries i un accés al pati exterior. Damunt està l'espai principal, la capella, les mides interiors de la qual són 40,9 metres de llarg per 13,4 metres d'amplada, les dimensions del Temple de Salomó segons l'Antic Testament. El sostre voltat s'eleva fins als 20,7 metres. L'edifici tenia sis finestres altes i arcades a cada costat i dos a cada extrem, però algunes d'elles han estat tapades. Damunt la volta hi ha un altre pis amb salons per als guàrdies. En aquest pis es va construir un passadís a l'aire lliure que envoltava l'edifici subjecte per unes arcades que sorgien de les parets. Aquest passadís ha estat cobert, ja que causava contínues goteres a la volta de la capella.
L'enfonsament i esquerdament de la maçoneria, també ha afectat a la Capella, i ha requerit la construcció de grans contraforts que reforcin les parets exteriors. La construcció d'altres edificis contigus també ha alterat l'aspecte exterior la Capella.

### Interior
Com a la majoria dels edificis mesurats interiorment, la mida exacta és difícil de determinar. Tanmateix, les proporcions generals de la capella estan correctes dintre d'uns pocs centímetres. La longitud és la mida de referència; s'ha dividit per tres per obtenir l'ample i per dos per obtenir l'alçada. Per mantenir la proporció, hi havia sis finestres a cada costat i dos a cada extrem. La mampara que divideix la capella es va col·locar inicialment a mig camí des de l'altar, però això ha canviat. Proporcions clarament definides van ser una característica de l'arquitectura renaixentista i reflectien el creixent interès a l'herència clàssica de Roma.
El sostre de la capella és una volta de canó rebaixada que sorgeix d'una sèrie de llunetes que envolten les parets on sorgeixen els arcs de les finestres. La volta està tallada en sentit transversal per petites voltes formades sobre cada finestra, que la divideixen en el seu nivell més baix en una sèrie de grans petxines elevades sobre pilastres poc profundes entre les finestres. La volta de canó va ser pintada originàriament de color blau brillant amb estrelles daurades, segons el disseny de Piermatteo d'Amelia. El paviment és de cosmatesc o opus alexandrinum, un estil decoratiu que usa marbre i pedra acolorida en un disseny que reflecteix la proporció prèvia en la divisió de l'interior i també marca el camí processional des de la porta principal, utilitzat pel papa en ocasions importants, com el Diumenge de Rams.
La mampara o transenna de marbre, obra de Mino da Fiesole, Andrea Bregno i Giovanni Dalmata divideix la capella en dues parts. Originàriament hi havia el mateix espai per als membres de la Capella Pontifícia, al costat de l'altar, i per als pelegrins i els ciutadans a l'altre costat. Tanmateix, en créixer el nombre d'assistents del papa, la mampara va ser moguda reduint la zona dels fidels. La transenna està coronada per una filera de candelers ornamentats, antigament daurats, i té una porta de fusta, on hi havia una porta de ferro forjat també daurat. Els escultors de la transenna també van crear la cantoria o galeria del cor.

## Tapissos de Rafael

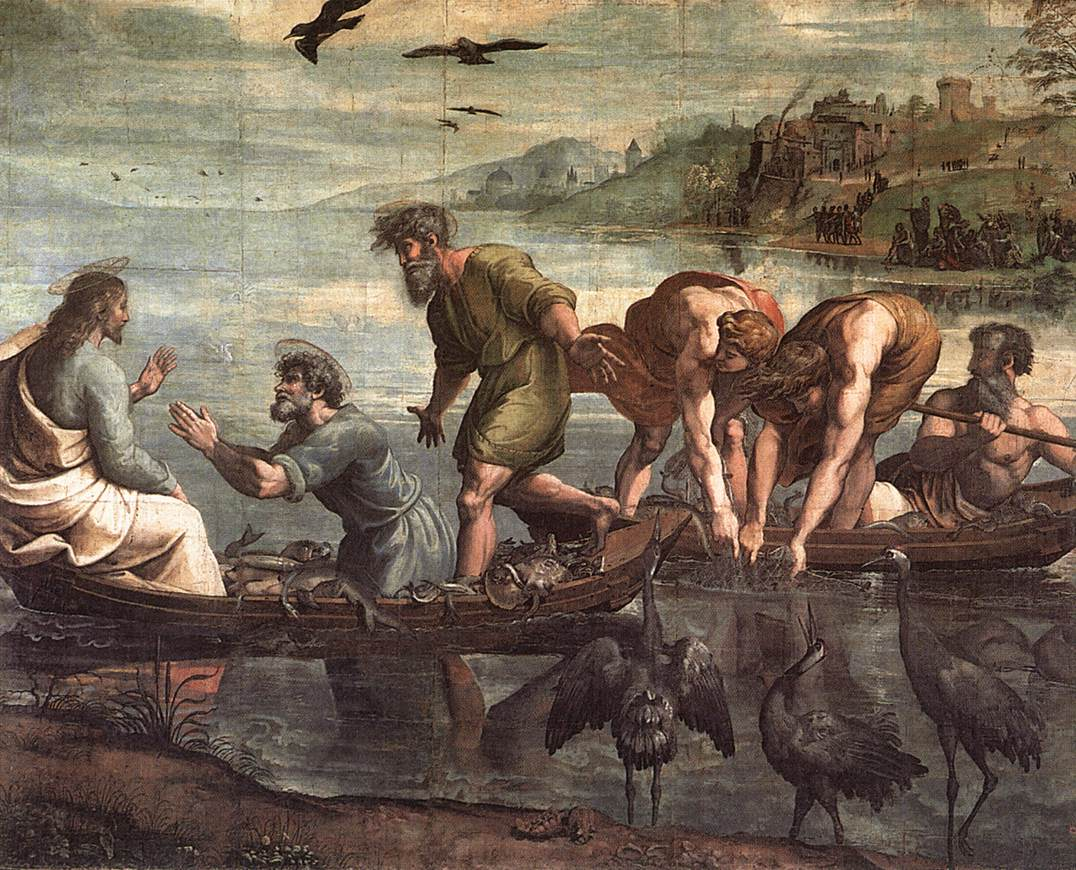
Primer cartró:La pesca miraculosa

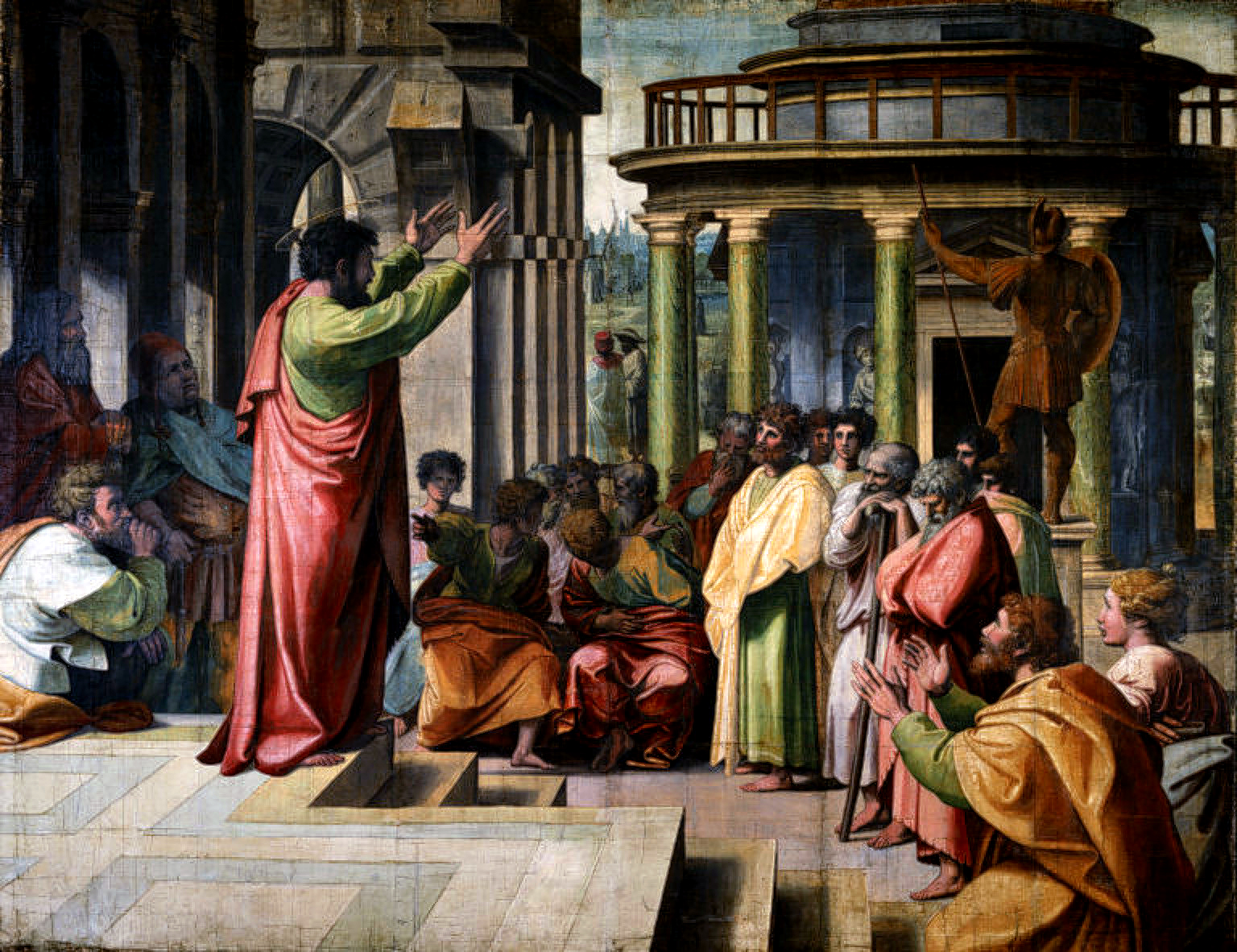
Darrer cartró:Predicació de sant Pau a Atenes

Durant les cerimònies ocasionals o de particular importància, les parets laterals es cobreixen amb una sèrie de tapissos, els originals dels quals van ser dissenyats per a la capella, per Rafael Sanzio i representen episodis de la Vida de Sant Pere i la Vida de Sant Pau tal com les descriuen els Evangelis i els Fets dels Apòstols: els cartons preparatoris de mida natural per a set dels deu tapissos són coneguts com a «Cartons de Rafael» i es conserven al Victoria and Albert Museum a Londres. Els tapissos de Rafael van ser saquejats durant el Saqueig de Roma (1527) i alguns van ser cremats pel metall preciós que contenien i d'altres distribuïts per tot Europa. A la fi del segle xx es va reunir una col·lecció (ja s'havien realitzat diverses col·leccions noves) i usats novament a la Capella Sixtina el 1983.
Els Cartons de Rafael il·lustren escenes de les vides de sant Pere i sant Pau. Posen l'èmfasi en diversos punts que eren rellevants a les polèmiques religioses dels anys previs a la Reforma luterana, i recalquen especialment el paper de sant Pere com a fundador del papat de Roma. Les escenes que va escollir Rafael eren relativament inusuals a l'art, menys emprades que les que fan referència a Jesucrist i la Verge Maria, pel que va tenir menys limitacions per idear-les.
El 1515, Rafael va rebre l'encàrrec de Lleó X de dissenyar una sèrie de deu tapissos per penjar a la zona inferior de les parets. Rafael tenia 25 anys aleshores i era un artista reconegut a Florència, amb una sèrie de clients adinerats, encara que era ambiciós, també desitjava treballar per al papa, se sentia atret per l'ambició, grandesa i energia de Roma. Rafael va veure l'encàrrec com una oportunitat de poder ser comparat amb Miquel Àngel, mentre el papa ho va veure com la seva resposta a la volta encarregada pel seu predecessor. El treball va començar cap a la meitat de 1515 i a causa de la seva gran mida, els tapissos van ser fabricats a Brussel·les al llarg de quatre anys, pels teixidors del taller de Pieter van Aelst.
Els temes de les deu imatges, incloent-hi les tres dels cartons de les quals no es conserven, són: 
1. La pesca miraculosa
2. Encàrrec de Crist a sant Pere, moment clau del naixement del papat
3. La curació del paralític
4. La mort d'Ananies
5. La lapidació de sant Esteve (cartó no conservat)
6. La conversió de Saule, després sant Pau (cartó no conservat)
7. La ceguetat d'Elimas o Conversió del procònsol
8. Sant Pau i Bernabé a Listra
9. Sant Pau a la presó (cartó mida més petita, no conservat)
10. Predicació de sant Pau a Atenes; la parella agenollada a la dreta s'atribueix a Giulio Romano, aleshores ajudant de Rafael.

## Frescos laterals
Al llarg de la Capella Sixtina es troba una successió de frescos. Aquestes pintures en les dues parets laterals, són paral·leles. Gairebé cada fresc està relacionat amb el que té davant. Havien de representar la vida de Moisès (Antic Testament) per una banda, i la vida de Crist (Nou Testament), per una altra, segons l'ús de totes les antigues esglésies.

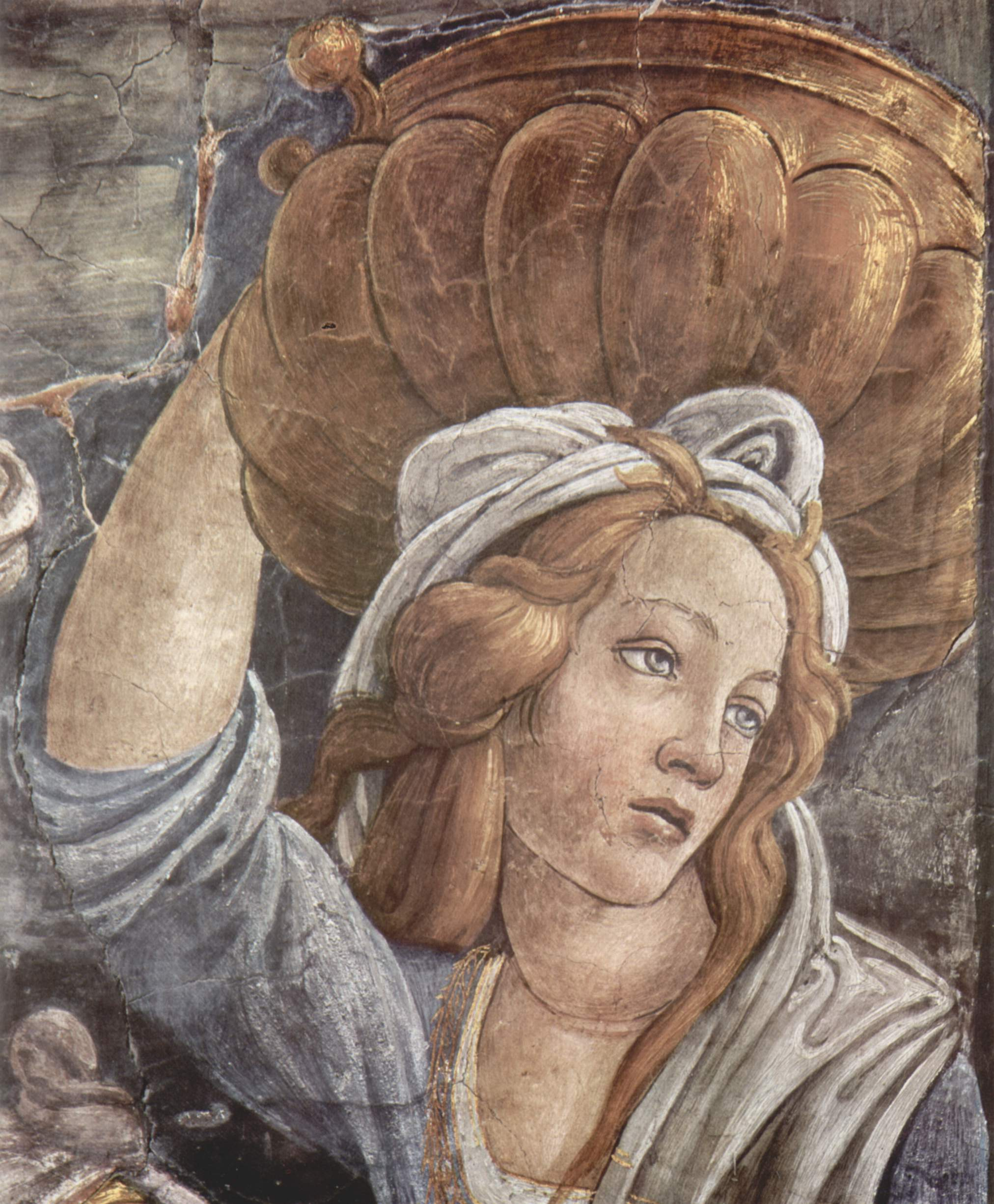
Les Proves de Moisès, Detall del fresc de Sandro Botticelli, pintat entre 1481 i 1482.

Les parets estan dividides en tres nivells principals. Els baixos està decorat amb tapissos d'or i plata pintats al fresc. El central té dos cicles de pintures que es complementen, La vida de Moisès i La vida de Crist. Van ser encarregats el 1480 per Sixt IV i realitzats per Ghirlandaio, Botticelli, Perugino i Cosimo Rosselli, al costat d'alguns dels seus ajudants, com Pinturicchio.
1. La circumcisió (Pinturicchio): un àngel deté amb l'espasa a Moisès, per haver omès la circumcisió dels seus fills. Zippora celebra la cerimònia. Aquest grup d'especial bellesa recorda la gràcia de Rafael.
2. El Bateig de Crist (Pinturicchio): l'Omnipotent està dalt, entre querubins i àngels; sota hi ha un colom, símbol de l'Esperit Sant, posat sobre el cap de Crist. En els extrems, Bautista predicant (esquerra) i el Redemptor (dreta). En la vall s'observen monuments romans.
3. Història de Moisès (Sandro Botticelli): representa diversos episodis de la seva vida juvenil. En el centre, se'll veu traient aigua per a les filles de Jethro, després d'haver arruixat als pastors i donat mort a l'egipci; a l'esquerra guia als israelites en el desert.
4. La Temptació de Crist (Botticelli): sobre un edifici, Satanàs tempta a Jesús, dient-li: "Si tu ets fill de Déu, llença't"; a l'esquerra li demana que transformi les pedres en pa; a la dreta torna a temptar-lo oferint-li tota la magnificència del món.
5. El Pas del Mar Roig (Cosimo Rosselli, assistit per Piero di Cosimo): aquest fresc va ser per a glorificar la gran victòria aconseguida per les tropes papals sobre els napolitans a Campomare.
6. La Crida dels Apòstols (Ghirlandaio): Crist crida a Pere i a Andreu a l'apostolat. Encara que els seus colors són fluixos, el treball mostra la grandesa de mètode i d'execució.
7. Déu lliurant les taules de la Llei a Moisès (Cosimo Rosselli): Moisès les presenta al poble, però les trenca quan veu que aquest dansa en adoració en entorn del Vedell d'or.
8. En el Sermó de la muntanya (Cosimo Rosselli): hi ha dues escenes: el sermó i la curació del leprós.
9. Core, Dathan i Abiron, fresc suggerit per Botticelli, arran d'un succés contemporani: Andreu Zamomelic, arquebisbe de Carniola, davant de què no havia estat triat cardenal, va reunir un Concili en Basilea contra el papa, però va ser reclòs en una presó, on es va suïcidar.
10. Crist lliurant les claus a Sant Pere (Pietro Perugino): al fons es veuen dos arcs de triomf i en el centre un edifici octogonal.
11. L'últim Sopar (Cosimo Rosselli): és l'últim fresc lateral.

## Volta de la capella Sixtina
Michelangelo Buonarroti va rebre el 1508 l'encàrrec de Juli II de repintar el sostre de la Capella. Originàriament estava pintat com un cel blau amb estrelles daurades. El treball va començar el 10 d'abril de 1508 i es va allargar fins al 31 d'octubre de 1512. Miquel Àngel va quedar intimidat per les dimensions de l'encàrrec i va deixar clar des del princip] que preferia rebutjar-ho. Ell es considerava escultor abans que pintor, i sospitava que alguns dels seus rivals havien aconsellat el papa que li encarregués un projecte de tan gran escala per veure'l fracassar. Per a Miquel Àngel, el projecte només era una distracció del seu treball com a escultor de marbre, que l'havia mantingut ocupat durant els anys previs.
Per aconseguir arribar al sostre, Miquel Àngel necessitava un suport; la primera idea va venir de l'arquitecte del papa, Donato Bramante, que en volia construir una bastida penjada amb cordes. Tanmateix, la idea de Bramante no va servir, i l'estructura que va construir era defectuosa. Va foradar el sostre per penjar cordes que subjectessin la bastida. Miquel Àngel se'n va riure en veure l'estructura, i va dir que deixaria forats al sostre quan el treball finalitzés. Va preguntar a Bramante què passaria quan ell, en pintar, arribés a les perforacions, però l'arquitecte no va saber què respondre. El problema va ser presentat al papa, que va ordenar a Miquel Àngel que construís la seva pròpia bastida. Miquel Àngel va crear una plataforma de taules de fusta subjectes sobre suports enganxats a forats de les parets, sobre les finestres. Ell se situava sobre aquesta bastida mentre pintava.

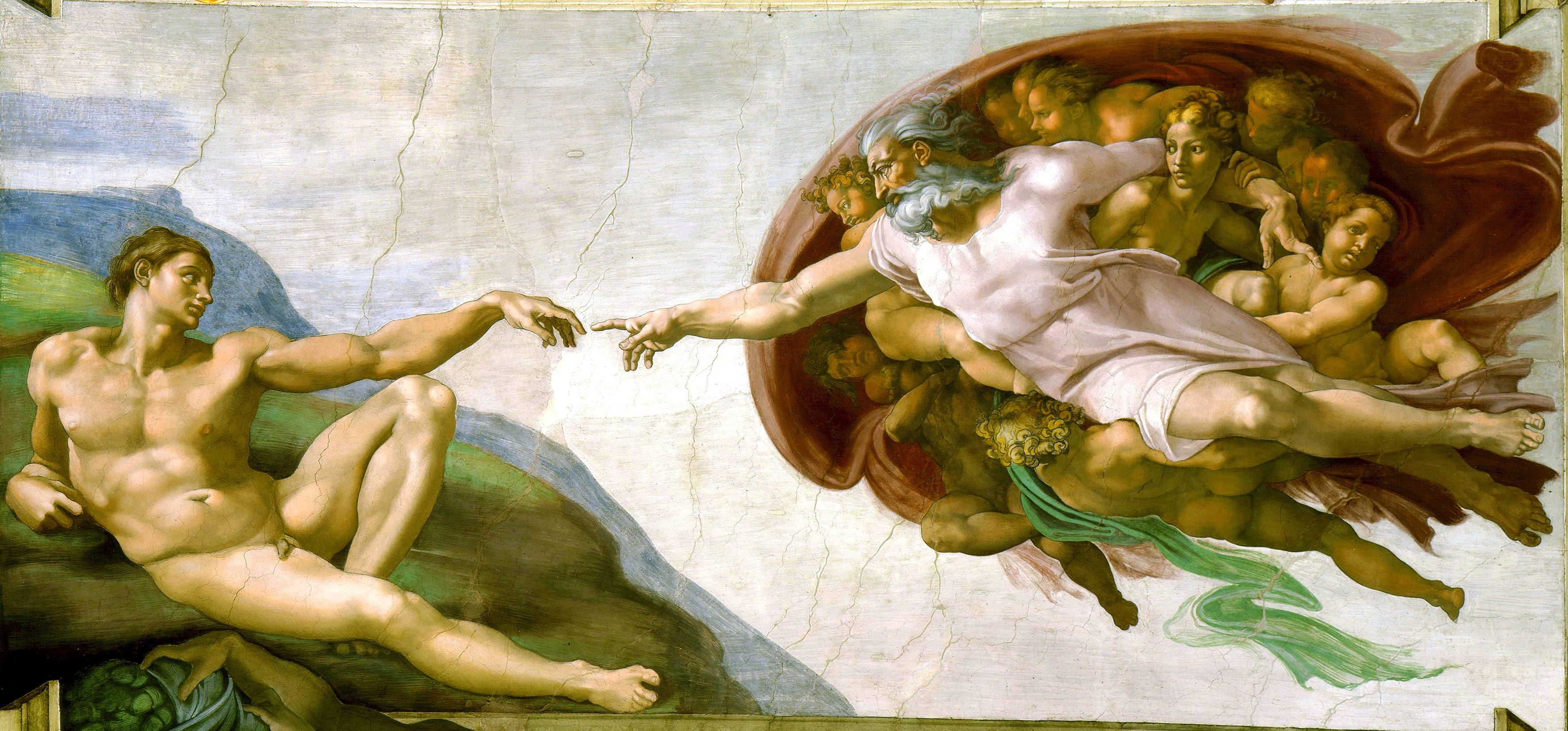
La creació d'Adam de Miquel Àngel, a la Capella Sixtina, amb el Creador a punt de tocar-lo amb un dit per donar-li la vida.

Miquel Àngel va usar colors brillants, fàcilment visibles des del terra. A la part baixa del sostre va pintar als avantpassats de Crist. Sobre seu, va pintar alternats als profetes i a les sibil·les, amb Jonàs sobre l'altar i Zacaries a l'altre extrem. A la part central, va pintar nou escenes del Gènesi. Originàriament solament se'l va encarregar pintar dotze figures, els Apòstols. Juli II va permetre a Miquel Àngel pintar les escenes i figures bíbliques que ell escollís com un acord. Quan el treball va estar acabat, havia pintat més de 300 figures, que mostraven la Creació, Adam i Eva al Jardí de l'Edèn i el Diluvi Universal entre d'altres.
Es creu que Miquel Àngel va realitzar l'estructura arquitectònica simulada de la volta amb un cert sentit gòtic, però no és així, ja que no va fer cap creueria; tan sols els triangles que hi ha damunt les llunetes podrien recordar en alguna cosa l'estil gòtic, però de fet s'assembla més a la nau central d'un saló romà o, també, d'un temple romànic, organitzat en trams transversals. Des de la porta d'entrada cap a l'altar, les escenes estan repartides en quatre de més grans i cinc de més petites, que són les que es troben emmarcades pels ignudi. Així, es comença i s'acaba amb una escena petita.

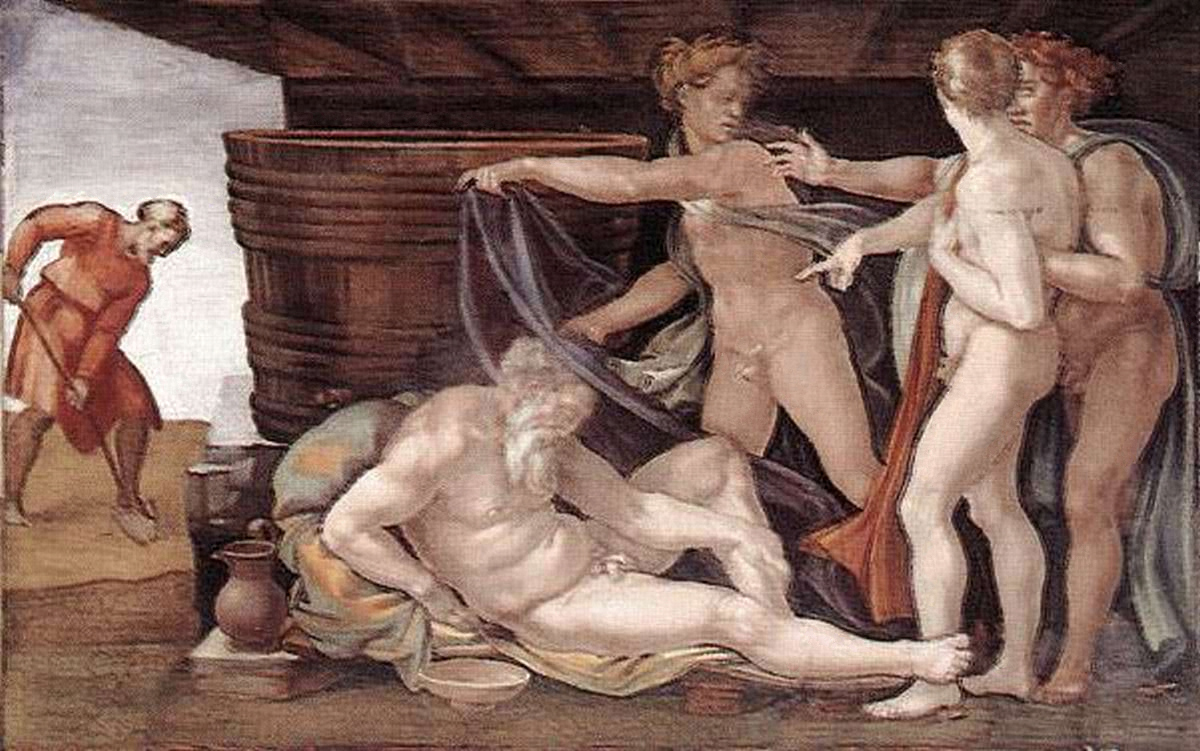
L'embriaguesa de Noè

1. L'embriaguesa de Noè (Gènesi 4,20).[19]
2. El diluvi (Gènesi 6,5).[20]
3. El sacrifici de Noè (Gènesi 8,20).[21]
4. Pecat original i expulsió del Paradís (Gènesi 2,4).[22]
5. Creació d'Eva (Gènesi 2,21).[23]
6. Creació d'Adam (Gènesi 1,26).[24]
7. Separació de les aigües (Gènesi 1,9).[25]
8. Creació del sol i les plantes (Gènesi 1,4).[26]
9. Separació de la llum de la foscor (Gènesi 1,4).[26]

Les sibil·les i els profetes en els espais triangulars són les figures més grans de l'obra monumental. Tots estan asseguts acompanyats d'àngels o petits genis.

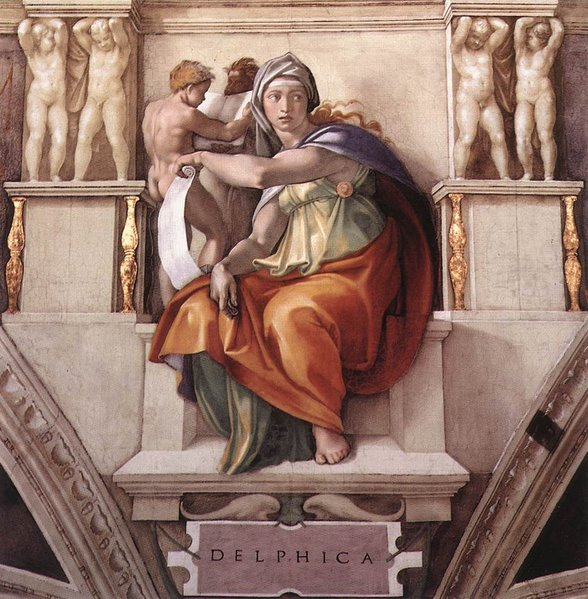
Sibil·la dèlfica

Representen: 
1. Jonàs
2. Sibil·la líbia
3. Daniel
4. Sibil·la cumana
5. Isaïes
6. Sibil·la dèlfica
7. Zacaries
8. Joel
9. Sibil·la d'Eritrea
10. Ezequiel
11. Sibil·la Pèrsica
12. Jeremies

## El Judici Final

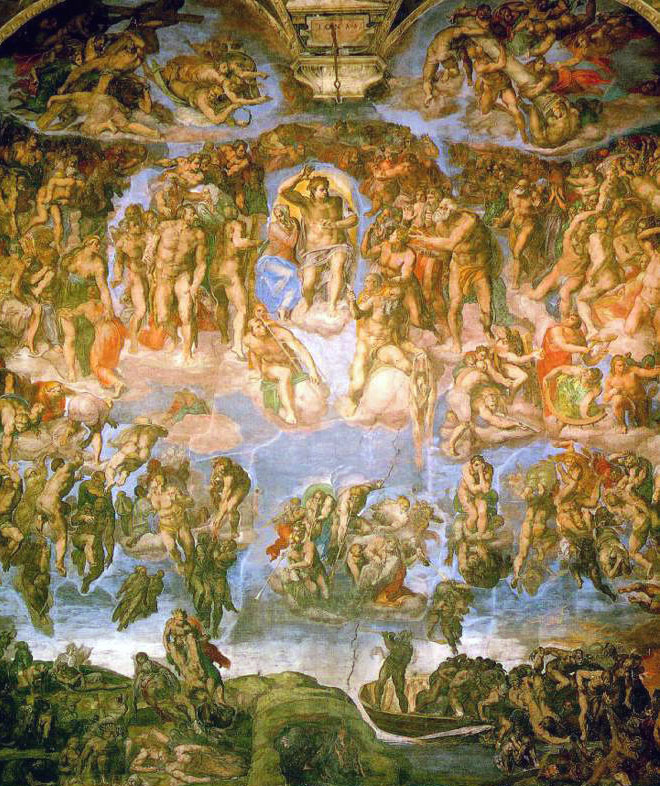
El judici final

El Judici Final, és potser una de les obres més completes de la llarga i activa carrera de Miquel Àngel. Va ser pintat entre 1536 i 1541, després del Saqueig de Roma (1527) per les forces mercenàries del Sacre Imperi Romanogermànic, que van acabar amb el Renaixement romà, una mica abans del Concili de Trento. El treball va ser fet en una gran escala, i ocupa tota la paret després de l'altar de la Capella Sixtina. El Judici Final és una representació de la segona vingudade Crist i l'Apocalipsi. La paret en què està pintat s'inclina lleugerament sobre l'espectador a la seva part alta, i està pensat així perquè el fresc sembli una mica aterridor, i infongui pietat i respecte al poder de Déu. A diferència dels altres frescs de la Capella, les figures són molt musculoses i semblen una mica torturades.
Dalt, mirant cap a l'esquerra està Crist, jutge implacable, amb la mà dreta alçada, en actitud de condemnar. La verge, que està al seu costat, apareix resignada a l'hora de la justícia. Els altres personatges de la cort són els profetes, els apòstols, els màrtirs. A la dreta del Messies estan els electes, a l'esquerra els reprovats. En el cel, entre les llunetes, estan alineats els àngels amb els instruments de la Passió.
Sota, a l'esquerra, l'escena de la resurrecció dels morts: un grup d'àngels, en el centre, que duen el llibre del judici, toquen les trompetes, mentre dels sepulcres destapats surten els morts per a tornar a trobar-se en la vall de Josafat. I mentre els bons pugen al cel enmig de la ràbia dels dimonis, els dolents són llançats als abismes, on els esperen Caront amb la barca i Minos, el jutge infernal.
A pesar de la bellesa de la composició, el fet que les figures apareguessin nues segons el gust de l'artista, va escandalitzar a l'església que va manar una dècada després a un pintor conegut popularment com “Il Braghettone” (Daniele da Volterra) que afegís vestimenta a tots els participants.

## Restauració

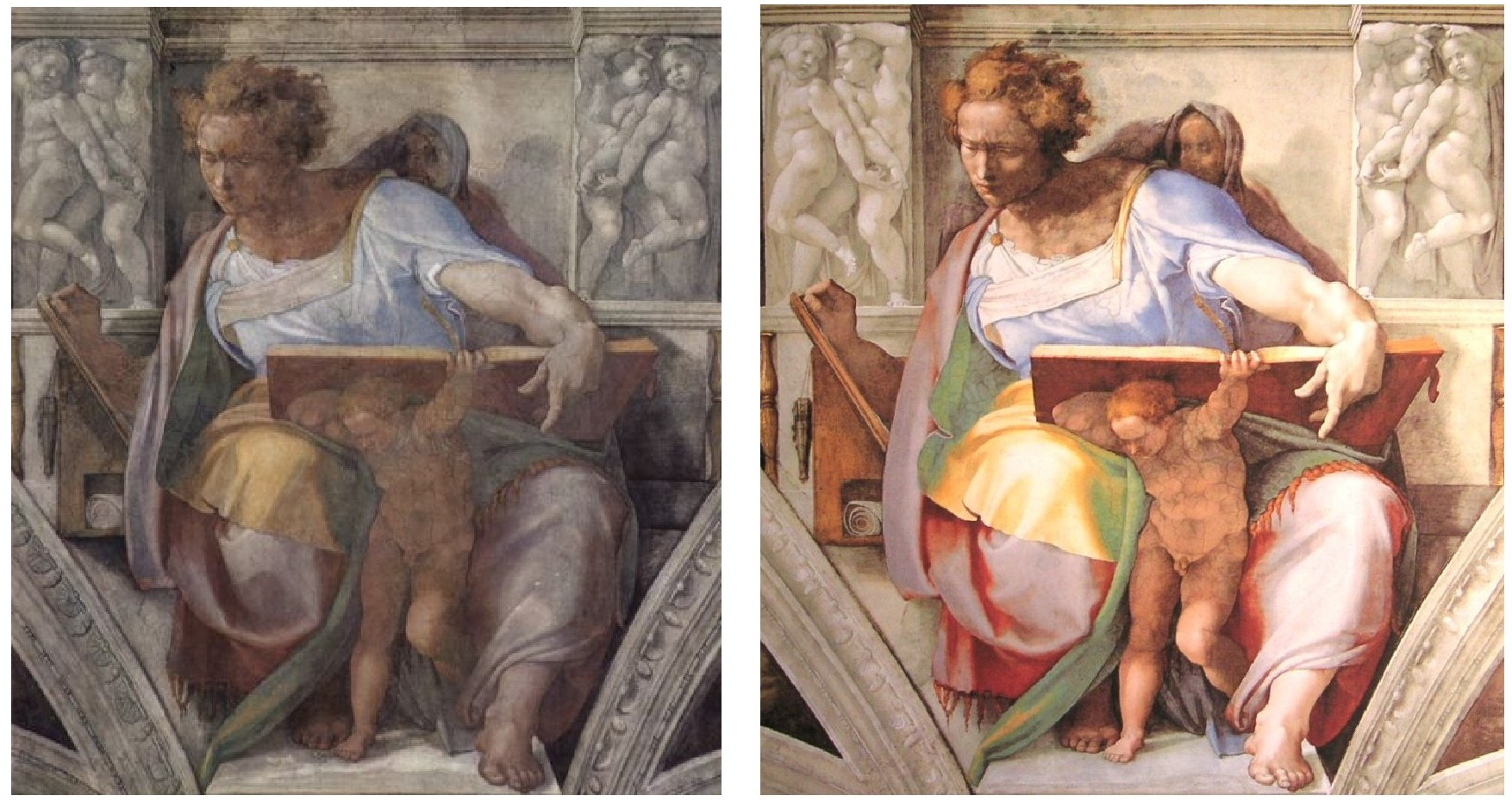
El profeta Daniel, abans i després de la restauració

Entre juny de 1980 i octubre de 1984 es va portar a terme la primera part de la restauració dels frescs de la Capella Sixtina, que va consistir a treballar en les llunetes fetes per Miquel Àngel. Després d'això, el treball es va centrar en la volta, que va començar al novembre de 1984 i va ser completat al desembre de 1989, i per finalitzar es va treballar al Judici Final. La restauració completada es va mostrar al públic el 8 d'abril de 1994, quan Joan Pau II la va ensenyar. L'última part va ser la restauració dels frescs de les parets, que va ser aprovada el 1994 i mostrada l'11 de desembre de 1999.
La part de la restauració de la Capella Sixtina que va causar una més gran preocupació va ser el sostre, també obra de Miquel Àngel. L'aparició dels colors brillants dels Avantpassats de Crist va fer patir por que els processos emprats a la neteja eren massa forts. El problema era a l'anàlisi i la comprensió de les tècniques usades per Miquel Àngel, i la resposta tècnica dels restauradors a aquest problema. Un examen detallat dels frescs de les llunetes va convèncer els restauradors que Miquel Àngel va treballar exclusivament en buon fresc, és a dir, l'artista només va treballar sobre guix acabat de posar i cada secció del treball es va completar mentre que el guix es trobava encara fresc. És a dir, Miquel Àngel no va treballar a secco; no va afegir detalls més tard sobre el guix sec.
Els restauradors, sabent que l'artista va donar un enfocament complet de la pintura, van donar un enfocament complet a la restauració. Es va prendre la decisió que tota la capa ombrejada per la cola animal, el fum i la cera i les zones repintades estaven contaminades d'un mode o un altre: els dipòsits de fum, els primers intents de restauració i les pintures de restauradors posteriors en un intent d'animar l'aparició de l'obra. Basant-se en aquesta decisió, segons les dades de restauració que s'han proporcionat, els científics de l'equip de restauració es van decidir per un dissolvent, que efectivament va tornar el sostre a la seva capa de guix impregnada de pintura. Després d'aquest tractament, solament el que es va pintar a buon fresc es mantindria.

## Conclave papal

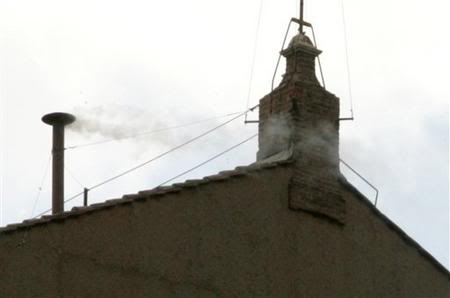
Fumata blanca

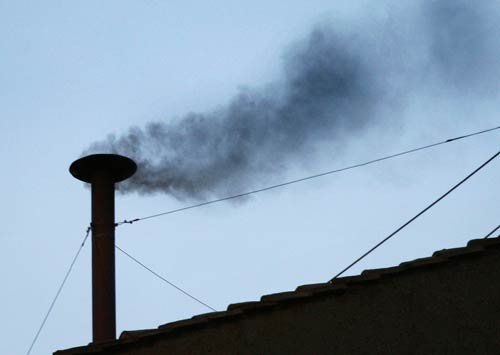
Fumata negra

Una de les funcions principals de la Capella Sixtina és la de seu de l'elecció de cada papa, en el conclave del Col·legi Cardenalici. Durant un conclave, una xemeneia és instal·lada a la teulada de la capella, en la qual el fum actua com un senyal. Les Fumata blanca i fumata negra, el color blanc del fum significa que hi ha hagut una votació amb èxit positiu, en cas contrari el fum és negre.
El conclave també proporciona als cardenals un lloc on poden sentir missa, menjar, dormir i passar el temps assistits per servents. El lloc de celebració del conclave no es va estipular oficialment fins al segle xiv. A partir del Gran Cisma d'Occident les eleccions del papa sempre han tingut lloc a Roma, exceptuant l'elecció de 1800, quan l'ocupació de la ciutat per tropes del Regne de Nàpols va obligar a celebrar-lo a la ciutat de Venècia. L'últim conclave celebrat fora de la Capella Sixtina va ser el de 1846, que va tenir lloc al Palau del Quirinal, aleshores residència oficial dels papes

- Llista de conclaves celebrats a la Capella Sixtina:

### Segle XV
| Conclave                             | Duració | Cardenal Electe  | Papa         | Pontificat                            | Imatge       |
| 6 d'agost de 1492-10 d'agost de 1492 | 4 dies  | Roderic de Borja | Alexandre VI | 10 d'agost de 1492-18 d'agost de 1503 | Alexandre VI |

### Segle XVI
| Conclave                                      | Duració  | Cardenal Electe                  | Papa         | Pontificat                                    | Imatge       |
| 16 d'agost de 1503-16 de setembre de 1503     | 30 dies  | Francesco Todeschini Piccolomini | Pius III     | 16 de setembre de 1503-18 d'octubre de 1503   | Pius III     |
| 31 d'octubre de 1503-1 de novembre de 1503    | 2 dies   | Giuliano della Rovere            | Juli II      | 1 de novembre de 1503-20 de febrer de 1513    | Juli II      |
| 4 de març de 1513-19 de març de 1513          | 15 dies  | Giovanni di Lorenzo de'Medici    | LLeó X       | 19 de març de 1513-1 de desembre de 1521      | Lleó X       |
| 27 de desembre de 1521-9 de gener de 1522     | 13 dies  | Adriano Floriszoon Boeyens       | Adrià VI     | 9 de gener de 1522-14 de setembre de 1523     | Adrià VI     |
| 1 d'octubre de 1523-19 de novembre de 1523    | 48 dies  | Giulio di Giuliano de'Medici     | Climent VII  | 19 de novembre de 1523-25 de setembre de 1534 | Climent VII  |
| 11 d'octubre de 1534-13 d'octubre de 1534     | 3 dies   | Alessandro Farnese               | Pau III      | 13 d'octubre de 1534-10 de novembre de 1549   | Pau III      |
| 25 de novembre de 1549-29 de novembre de 1549 | 5 dies   | Giovanni Maria Ciocchi Del Monte | Juli III     | 29 de novembre de 1549-25 de març de 1555     | Juli III     |
| 5 d'abril de 1555-7 d'abril de 1555           | 3 dies   | Marcelo Cervini                  | Marcel II    | 7 d'abril de 1555-30 d'abril de 1555          | Marcel II    |
| 15 de maig de 1555-23 de maig de 1555         | 8 dies   | Gian Petro Carafa                | Pau IV       | 23 de maig de 1555-18 d'agost de 1559         | Pau IV       |
| 5 de setembre de 1559-26 de desembre de 1559  | 111 dies | Giovanni Angelo Medici           | Pius IV      | 26 de desembre de 1559-9 de desembre de 1565  | Pius IV      |
| 20 de desembre de 1565-7 de gener de 1566     | 18 dies  | Michele Ghislieri                | Pius V       | 7 de gener de 1566-1 de maig de 1572          | Pius V       |
| 12 de maig de 1572-13 de maig de 1572         | 2 dies   | Ugo Boncompagni                  | Gregori XIII | 13 de maig de 1572-10 d'abril de 1585         | Gregori XIII |
| 21 d'abril de 1585-24 d'abril de 1585         | 3 dies   | Felici Peretti                   | Sixt V       | 24 d'abril de 1585-27 d'agost de 1590         | Sixt V       |
| 7 de setembre de 1590-15 de setembre de 1590  | 8 dies   | Giovanni Battista Castagna       | Urbà VII     | 15 de setembre de 1590-27 de setembre de 1590 | Urbà VII     |
| 8 d'octubre de 1590-5 de desembre de 1590     | 47 dies  | Nicooló Sfrondrati               | Gregori XIV  | 5 de desembre de 1590-16 d'octubre de 1591    |              |
| 27 d'octubre de 1591-3 de novembre de 1591    | 6 dies   | Giovanni Antonio Facchinetti     | Innocenci IX | 3 de novembre de 1591-30 de desembre de 1591  | Innocenci IX |
| 10 de gener de 1592-30 de gener de 1592       | 20 dies  | Ippolito Aldobrandini            | Climent VIII | 30 de gener de 1592-5 de març de 1605         | Climent VIII |

### Seglexvii
| Conclave                                   | Duració  | Cardenal Electe                 | Papa           | Pontificat                                  | Imatge         |
| 14 de març de 1605-1 d'abril de 1605       | 18 dies  | Alessandro Ottaviano de' Medici | Lleó XI        | 1 d'abril de 1605-27 d'abril de 1605        | Lleó XI        |
| 8 de maig de 1605-16 de maig de 1605       | 8 dies   | Camilo Borghese                 | Pau V          | 16 de maig de 1605-28 de gener de 1621      | Pau V          |
| 8 de febrer de 1621-9 de febrer de 1621    | 2 dies   | Alessandro Ludovici             | Gregori XV     | 9 de febrer de 1621-8 de juliol de 1623     | Gregori XV     |
| 19 de juliol de 1623-6 d'agost de 1623     | 18 dies  | Mafeo Barberini                 | Urbà VIII      | 6 d'agost de 1623-29 de juliol de 1644      | Urbà VIII      |
| 9 d'agost de 1644-15 de setembre de 1644   | 36 dies  | Giovanni Battista Pamphilj      | Innocenci X    | 15 de setembre de 1644-7 de gener de 1655   | Innocenci X    |
| 18 de gener de 1655-7 d'abril de 1655      | 110 dies | Fabio Chigi                     | Alexandre VII  | 7 d'abril de 1655-22 de maig de 1667        | Alexandre VII  |
| 2 de juny de 1667-20 de juny de 1667       | 18 dies  | Guilio Rospigliosi              | Climent IX     | 20 de juny de 1667-9 de desembre de 1669    | Climent IX     |
| 20 de desembre de 1669-29 d'abril de 1670  | 129 dies | Emilio Altieri                  | Climent X      | 29 d'abril de 1670-22 de juliol de 1676     | Climent X      |
| 2 d'agost-1676-21 de setembre-1676         | 49 dies  | Benedetto Odescalchi            | Innocenci XI   | 21 de setembre de 1676-12 d'agost de 1689   | Innocenci XI   |
| 23 d'agost de 1689-6 d'octubre de 1689     | 43 dies  | Pietro Voti Ottoboni            | Alexandre VIII | 6 d'octubre de 1689-1 de febrer de 1691     | Alexandre VIII |
| 12 de febrer de 1691-21 de juliol de 1691  | 159 dies | Antonio Pignatelli              | Innocenci XII  | 21 de juliol de 1691-27 de setembre de 1700 | Innocenci XII  |
| 9 d'octubre de 1700-23 de novembre de 1700 | 44 dies  | Giovanni Francesco Albani       | Climent XI     | 23 de novembre de 1700-19 de març de 1721   | Climent XI     |

### Seglexviii
| Conclave                                 | Duració  | Cardenal Electe                     | Papa           | Pontificat                                | Imatge         |
| 31 de març de 1721-8 de maig de 1721     | 38 dies  | Michelangelo dei Conti              | Innocenci XIII | 8 de maig de 1721-7 de març de 1724       | Innocenci XIII |
| 20 de març de 1724-29 de maig de 1724    | 39 dies  | Pietro Francesco Orsini             | Benet XIII     | 29 de maig de 1724-21 de febrer de 1730   | Benet XIII     |
| 5 de març de 1730-7 d'abril de 1730      | 32 dies  | Lorenzo Corsini                     | Climent XII    | 7 d'abril de 1730-6 de febrer de 1740     | Climent XII    |
| 18 de febrer de 1740-17 d'agost de 1740  | 181 dies | Prospero Lorenzo Lambertini         | Benet XIV      | 17 d'agost de 1740-3 de maig de 1758      | Benet XIV      |
| 15 de maig de 1758-6 de juliol de 1758   | 52 dies  | Carlo della Torre Rezzonico         | Climent XIII   | 6 de juliol de 1758-2 de febrer de 1769   | Climent XIII   |
| 15 de febrer de 1769-19 de maig de 1769  | 94 dies  | Giovanni Vicenzo Antonio Ganganelli | Climent XIV    | 19 de maig de 1769-22 de setembre de 1774 | Climent XIV    |
| 5 d'octubre de 1774-15 de febrer de 1775 | 130 dies | Giovanni Angelo Brachi              | Pius VI        | 15 de febrer de 1775-29 d'agost de 1799   | Pius VI        |

### Seglexix
| Conclave                                     | Duració | Cardenal Electe                   | Papa        | Pontificat                                  | Imatge      |
| 2 de setembre de 1823-28 de setembre de 1823 | 26 dies | Annibale Sermatti della Genga     | Lleó XII    | 28 de setembre de 1823-10 de febrer de 1829 | Lleó XII    |
| 24 de febrer de 1829-31 de març de 1829      | 37 dies | Francesco Severino Castiglione    | Pius VIII   | 31 de març de 1829-30 de novembre de 1830   | Pius VIII   |
| 14 de desembre de 1830-2 de febrer de 1831   | 49 dies | Bartolomeu Albert Cappellari      | Gregori XVI | 2 de febrer de 1831-1 de juny de 1846       | Gregori XVI |
| 18 de febrer de 1878-20 de febrer de 1878    | 3 dies  | Gioacchino Vicenzo R. Luigi Pecci | Lleó XIII   | 20 de febrer de 1878-20 de juliol de 1903   | Lleó XIII   |

### Segle XX
| Conclave                                  | Duració | Cardenal Electe           | Papa        | Pontificat                                | Imatge      |
| 31 de juliol de 1903 de 4 d'agost de 1903 | 5 dies  | Giuseppe Melchiore Sarto  | Pius X      | 4 d'agost de 1903-20 d'agost de 1914      | Pius X      |
| 31 d'agost de 1914-3 de setembre de 1914  | 4 dies  | Giacomo della Chiesa      | Benet XV    | 3 de setembre de 1914-22 de gener de 1922 | Benet XV    |
| 2 de febrer de 1922-6 de febrer de 1922   | 4 dies  | Achille Ratti             | Pius XI     | 6 de febrer de 1922-10 de febrer de 1939  | Pius XI     |
| 1 de març de 1939-2 de març de 1939       | 2 dies  | Eugenio Pacelli           | Pius XII    | 2 de març de 1939-9 d'octubre de 1958     | Pius XII    |
| 25 d'octubre de 1958-28 d'octubre de 1958 | 3 dies  | Angelo Giuseppe Roncalli  | Joan XXIII  | 28 d'octubre de 1958-3 de juny de 1963    | Pius VIII   |
| 19 de juny de 1963-21 de juny de 1963     | 3 dies  | Giovanni Battista Montini | Pau VI      | 21 de juny de 1963-6 d'agost de 1978      | Pau VI      |
| 25 d'agost de 1978-26 d'agost de 1978     | 2 dies  | Albino Luciani            | Joan Pau I  | 26 d'agost de 1978-28 de setembre de 1978 | Joan Pau I  |
| 14 d'octubre de 1978-16 d'octubre de 1978 | 3 dies  | Karol Józef Wojtyła       | Joan Pau II | 16 d'octubre de 1978-2 d'abril de 2005    | Joan Pau II |

### Segle XXI
| Conclave                              | Duració | Cardenal Electe        | Papa       | Pontificat                                | Imatge                         |
| 18 d'abril de 2005-19 d'abril de 2005 | 2 dies  | Joseph Alois Ratzinger | Benet XVI  | 19 d'abril de 2005 – 28 de febrer de 2013 | Benet XVI                      |
| 12 de març de 2013-13 de març de 2013 | 1 dia   | Jorge Mario Bergoglio  | Francesc I | 13 de març de 2013 – Actual               | Card. Jorge Bergoglio SJ, 2008 |